# اتوماسیون پخش همگانی

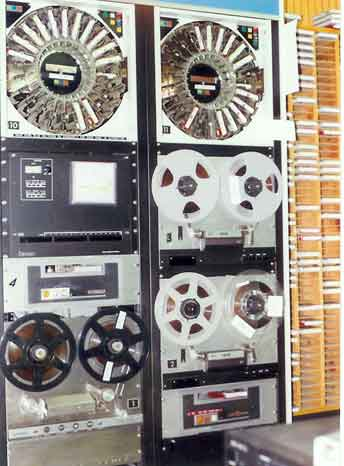
سیستم اتوماسیون هریس در WWJQ سابق (در حال حاضر WPNW) در سال ۱۹۹۳ استفاده شد.

اتوماسیون پخش همگانی شامل استفاده از فناوری برنامه‌نویسی پخش برای خودکار کردن عملیات پخش است. این روش یا در شبکه پخش، ایستگاه رادیویی یا در یک ایستگاه تلویزیونی مورد استفاده قرار می‌گیرد، و بدون حضور یک اپراتور انسانی می‌تواند سهولت‌هایی در اجرا و پخش برنامه‌ها ایجاد کند. از این روش همچنین می‌توان به عنوان «دستیار زنده» برای پرسنلی که در بخش کنترل اصلی، استودیوی تلویزیون یا اتاق کنترل حضور دارند، استفاده کرد.